# Агустін Сауто Арана
Агустін Сауто Арана (ісп. Agustín Sauto Arana, нар. 11 травня 1908, Баракальдо, Країна Басків, Іспанія — пом. 21 серпня 1986, Вальє-де-Трапага) — іспанський футболіст, що грав на позиції нападника. У футбольних колах більше відомий як Бата.
Рекордсмен Прімери за кількістю голів, забитих в одному матчі. Перший гравець, якому вдалося забити 100 м'ячів в чемпіонатах Іспанії.

## Клубна кар'єра
Народився 11 травня 1908 року в місті Баракальдо. Вихованець клубу «Уніон де Сан-Вісенте». У дорослому футболі дебютував 1925 року виступами за команду «Баракальдо», в якій провів чотири сезони.
Своєю грою привернув увагу представників тренерського штабу клубу «Атлетік», до складу якого приєднався 1929 року. Перший сезон іспанської Прімери команда з Більбао завершила на третій позиції і в міжсезоння значно підсилилася: з Агустіном Сауто прийшли Гільєрмо Горостіса і Хосе Ірарагоррі. Разом з Рамоном де ла Фуенте і Ігнасіо Агірресебалою, вони склали найсильнішу атакувальну п'ятірку іспанського футболу 30-х років.
В сезоні 1930/31 здобув трофей Пічічі, нагороду кращому бомбардирові ліги (27 забитих м'ячів) і встановив рекорд результативності в одному матчі — сім голів у ворота «Барселони» (12:1). В 50-х роках, це досягнення повторив гравець каталонців Ладислав Кубала.
За сім сезонів в «Атлетіку», його команда чотири рази ставала чемпіоном, двічі — віце-чемпіоном. Учасник чотирьох переможних фіналів національного кубка. Всього забив за клуб в офіційних матчах понад 200 голів, у тому числі в Прімері — 118 ігор, 108 м'ячів.
У 1936 році в Іспанії розпочалася громадянська війна і футбольні змагання не проводилися. Після завершення бойових дій продовжував грати у клубі «Баракальдо» до 1943 року.
Помер 21 серпня 1986 року на 79-му році життя у місті Вальє-де-Трапага.

## У збірній
У складі національної збірної провів один матч: 19 квітня 1930 року проти Італії. На поле стадіону «Сан Мамес» в Більбао, команди грали в наступних складах:
Іспанія: Самора, Еррасті, Кінкосес, Марті, Маркулета, Роберто, Лафуенте, Регейро (Ірарагоррі), Бата, Чіррі II, Горостіса.
Італія: Комбі, Розетта, Калігаріс, Пітто, Ферраріс, Бертоліні, Костантіно, Чезаріні, Меацца, Феррарі, Орсі.
Гра завершилася без забитих м'ячів і більше до лав збірної Бата не залучався. На його позициї центрального нападника в 30-х роках виступали Хосеп Самітьєр («Барселона»), Хуліо Антоніо Елісегі («Реал Уніон») і Ісідро Лангара («Ов'єдо»).

## Досягнення
- Чемпіон Іспанії (4):

«Атлетік» (Більбао): 1930, 1931, 1934, 1936
- Володар Кубка Іспанії з футболу (4):

«Атлетік» (Більбао): 1930, 1931, 1932, 1933

## Статистика
Статистика клубних виступів:
| Сезон             | Команда           | Чемпіонат Іспанії | Чемпіонат Іспанії | Чемпіонат Іспанії | Кубок Іспанії | Кубок Іспанії | Регіональний чемпіонат | Регіональний чемпіонат |
| Сезон             | Команда           | Л                 | І                 | Г                 | І             | Г             | І                      | Г                      |
| ----------------- | ----------------- | ----------------- | ----------------- | ----------------- | ------------- | ------------- | ---------------------- | ---------------------- |
| 1929/30           | «Атлетік»         | Д-1               | 7                 | 1                 | 5             | 4             | 8                      | 7                      |
| 1930/31           | «Атлетік»         | Д-1               | 17                | 27                | 7             | 10            | 1                      | 1                      |
| 1931/32           | «Атлетік»         | Д-1               | 18                | 13                | 6             | 6             | 8                      | 11                     |
| 1932/33           | «Атлетік»         | Д-1               | 18                | 15                | 9             | 7             | 8                      | 15                     |
| 1933/34           | «Атлетік»         | Д-1               | 17                | 14                | 6             | 7             | 7                      | 15                     |
| 1934/35           | «Атлетік»         | Д-1               | 21                | 17                | 1             | 0             | 12                     | 12                     |
| 1935/36           | «Атлетік»         | Д-1               | 20                | 21                | 4             | 2             | 8                      | 6                      |
| Усього за кар'єру | Усього за кар'єру | Усього за кар'єру | 118               | 108               | 38            | 36            | 52                     | 67                     |